# Some Rap Songs
Albums de Earl Sweatshirt
I Don't Like Shit, I Don't Go Outside
(2015) Feet of Clay
(2019)
Singles
1. Nowhere2go
Sortie : 8 novembre 2018
2. The Mint
Sortie : 20 novembre 2018

Some Rap Songs est le troisième album studio d'Earl Sweatshirt, sorti le 30 novembre 2018.

## Historique
Earl Sweatshirt s'est fait discret depuis la sortie de I Don't Like Shit, I Don't Go Outside, son dernier featuring remontant à 2016. En novembre 2018, il publie le single Nowhere2go puis The Mint. Il annonce la sortie prochaine d'un album, ce qui est reçu avec enthousiasme par le public ainsi que la presse.
Sweatshirt fait participer ses parents, Cheryl Harris et Keorapetse Kgositsile, dans Playing Possum. Ce dernier est décédé en 2018 et sa mort a profondément touché le rappeur.

## Liste des titres
| No  | Titre                                                             | Producteur(s)              | Durée |
| --- | ----------------------------------------------------------------- | -------------------------- | ----- |
| 1.  | Shattered Dreams                                                  | Kgositsile                 | 2:21  |
| 2.  | Red Water                                                         | Kgositsile                 | 1:44  |
| 3.  | Cold Summers                                                      | Kgositsile                 | 1:06  |
| 4.  | Nowhere2go                                                        | Darryl Anthony, Adé Hakim  | 1:53  |
| 5.  | December 24                                                       | Denmark                    | 1:46  |
| 6.  | Ontheway! (featuring Standing on the Corner)                      | Kgositsile                 | 1:41  |
| 7.  | The Mint (featuring Navy Blue)                                    | Black Noise                | 2:45  |
| 8.  | The Bends                                                         | Elsesser                   | 1:34  |
| 9.  | Loosie                                                            | Kgositsile                 | 0:59  |
| 10. | Azucar                                                            | Elsesser                   | 1:25  |
| 11. | Eclipse                                                           | Kgositsile                 | 1:33  |
| 12. | Veins                                                             | Kgositsile                 | 1:59  |
| 13. | Playing Possum (featuring Cheryl Harris et Keorapetse Kgositsile) | Kgositsile                 | 1:34  |
| 14. | Peanut                                                            | Kgositsile                 | 1:13  |
| 15. | Riot!                                                             | Kgositsile, Shamel of SOTC | 1:06  |